# Європейський форум страховиків депозитів

## Європейський форум страховиків депозитів: факти
Європейський форму страховиків депозитів.
Правовий статус: міжнародна неприбуткова організація, діяльність якої регулюється законами Бельгії (AISBL).
Засновано: 2002 р. (статус міжнародної неприбуткової асоціації отримано в Бельгії у 2007 р.).
Розташування: м. Брюссель, Бельгія.
Голова: Роберто Моретті (Roberto Moretti)
Заступник голови: Дирк Купей (Dirk Cupei)
Почесний голова: Сюзанн МакКарті (Suzanne McCarthy)
Члени: шістдесят вісім систем страхування депозитів і програм компенсацій інвесторам у 44 країнах.
Вебсайт: www.efdi.eu

## Про Європейський форум страховиків депозитів
Європейський форум страховиків депозитів засновано Європейською Комісією у 2002 р.. Двадцять п'ять засновників створили платформу для обміну інформацією. У червні 2007 р. Форум отримав статус міжнародної неприбуткової асоціації відповідно до законодавства Бельгії (INPA — AISBL). Представництво Форуму знаходиться в Брюсселі (B-1000 Brussels, 10 Rue Montoyer, Belgium). Представництва Голови форуму і Секретаріату форуму знаходяться в Римі, Італія. (Via del Plebiscito, 102, 00186 Rome). Членами Форуму наразі є 68 установ (57 страховиків депозитів), у тому числі 11 асоційованих членів. Ці установи представляють 44 країни, члени Ради Європи (Стаття 6 Статуту Форуму). Форум тісно співпрацює з основними європейськими та іншими міжнародними організаціями у відповідній галузі, а також науковими та освітніми закладами, зокрема Європейською комісією, Європейським центральним банком, Європейською службою банківського нагляду, Світовим банком, Міжнародним валютним фондом, Європейським круглим столом з фінансових послуг, Європейської банківської федерацією і Міжнародною асоціацією страховиків депозитів.

## Мета Європейського форуму страховиків депозитів
Основною метою діяльності Форуму є підтримка стабільності фінансової системи шляхом розвитку співпраці в таких галузях, як страхування депозитів, врегулювання фінансової кризи, забезпечення відшкодування збитків інвесторів, а також підтримка обміну інформацією і досвідом у відповідних галузях. Форум підтримує обговорення питань, пов'язаних із удосконаленням регуляторної політики, і питань міжнародного співробітництва, у тому числі питань, пов'язаних із подальшим розвитком співробітництва між європейськими країнами і співробітництвом із страховиками депозитів поза межами Європи. Форум приділяє увагу вивченню результатів реалізації Директиви ЄС «Про програми захисту банківських вкладів».
Форум не виступає із офіційними заявами, що передбачають виконання певних зобов'язань, від імені членів. Фонд може висловлювати думку щодо окремих членів або груп членів за їх згодою. Будь-які заяви або діяльність Форуму не передбачає обмеження незалежності його членів.

## Комітет ЄС
Комітет ЄС складається з усіх членів Форуму, що представляють країни-члени ЄС. Комітет ЄС розробляє політику Форуму щодо удосконалення законодавства ЄС у галузі страхування депозитів, а також забезпечує подання усіх матеріалів до Європейській Комісії (або іншій відповідній установі у структурі ЄС), звітування про результати обговорень членами Форуму питань політики страхування депозитів у країнах-членах ЄС і політики Форуму в межах співпраці з Європейською Комісією (іншою відповідною структурою ЄС).
Комітет ЄС очолює Голова форуму Роберто Моретті (відповідно до Статті 31 Статуту). Рада форуму призначила Алекса Кучинского (Alex Kuczynski) на посаду Координатора комітету ЄС.

## Комітет із зв'язків з громадськістю
Комітет із зв'язків з громадськістю складається з експертів у відповідній галузі усіх країн, представлених у Форумі. Комітет виконує усю роботу, пов'язану із інформуванням громадськості в галузі захисту депозитів і забезпечення компенсацій інвесторам. Основними завданнями Комітету є обмін досвідом комунікації в кризових ситуаціях, а також удосконалення програм інформування громадськості про системи страхування депозитів у країнах-членах Форуму. Рада форуму призначила док. Стефана Рабе (Stephan Rabe) на посаду Прес-секретаря Форуму. Док. Рабе також є Головою комітету.

## Робоча група з компенсацій інвесторам
Робоча група складається з представників 35 установ, 11 з яких є асоційованими членами Форуму (тобто установами, які забезпечують виключно виплати компенсацій інвесторам), а решта (24) виконують функції, як страховиків депозитів, так і програм компенсації інвесторам.
Робоча група розробляє політику Форуму в галузі розробки і реалізації нормативної бази ЄС, що регулює компенсації інвесторам. Група керується положеннями Директиви 97/9/EC  щодо організації зустрічей, обміну думками і подання запитів до Європейського Парламенту і Європейської Комісії. Окрема підгрупа в складі робочої групи здійснює моніторинг роботи Комісії Європейського Союзу і забезпечує розвиток міжнародної співпраці у відповідній галузі.

## Робоча група з врегулювання кризи
Група здійснює аналіз і надає рекомендації щодо відновлення роботи банківських установ або виведення банків з ринку, підтримуючи процес планування Радою форуму подальшої роботи, і, таким чином, забезпечуючи спроможність Форуму реагувати на відповідні ініціативи на європейському і світовому рівні. Ефективні методи підтримки фондів врегулювання фінансових установ є особливо важливими для страховиків.

## Членство у Європейському форумі страховиків депозитів

### Дійсні члени
• Албанія: Албанське агентство страхування депозитів, http://www.dia.org.al [Архівовано 20 березня 2016 у Wayback Machine.]
• Вірменія: Вірменський фонд гарантування депозитів, http://www.adgf.am [Архівовано 6 квітня 2022 у Wayback Machine.]
• Австрія: Компанія із захисту депозитів комерційних банків Австрії, http://www.einlagensicherung.at [Архівовано 27 квітня 2022 у Wayback Machine.]
• Австрія: Hypo-Haftungsgesellschaft mbH., http://www.hypoverband.at [Архівовано 20 січня 2022 у Wayback Machine.]
• Австрія, Österreichische Raiffeisen-Einlagensicherung reg. Gen. mbH.,http://www.rzb.at [Архівовано 30 квітня 1999 у Wayback Machine.]
• Австрія: Österreichischer Genossenschaftsverband Schulze — Delitzsch, http://www.oegv.info [Архівовано 1 червня 2013 у Wayback Machine.]
• Австрія: Österreichischer Sparkassenverband, http://www.sparkasse.at [Архівовано 20 вересня 2015 у Wayback Machine.]
• Азербайджан: Фонд страхування депозитів, http://www.adif.az [Архівовано 12 травня 2022 у Wayback Machine.]
• Бельгія: Фонд захисту депозитів і фінансових інструментів, www.protectionfund.be
• Боснія і Герцеговина: Агентство страхування депозитів, http://www.aod.ba [Архівовано 12 березня 2022 у Wayback Machine.]
• Болгарія: Болгарський фонд страхування депозитів, http://www.dif.bg [Архівовано 3 травня 2019 у Wayback Machine.]
• Хорватія: Державне агентство страхування депозитів та оздоровлення банків, http://www.dab.hr [Архівовано 18 липня 2021 у Wayback Machine.]
• Кіпр: Програма захисту вкладів, https://web.archive.org/web/20080828102613/http://www.centralbank.gov.cy/
• Чехія: Фонд страхування депозитів, https://web.archive.org/web/20100308124850/http://www.fpv.cz/
• Данія: Данський фонд страхування депозитів та інвесторів під управлінням Компанії із забезпечення фінансової стабільності, http://www.indskydergarantifonden.dk [Архівовано 27 листопада 2020 у Wayback Machine.]
• Естонія: Гарантійний фонд, http://www.tf.ee [Архівовано 6 травня 2022 у Wayback Machine.]
• Фінляндія: Фонд гарантування депозитів, https://web.archive.org/web/20120710025858/http://www.talletussuojarahasto.fi/
• Франція: Fonds de Garantie des Dépôts (FGD) (Фонд гарантування депозитів та інвестицій), http://www.garantiedesdepots.fr [Архівовано 20 травня 2020 у Wayback Machine.]
• Німеччина: Фонд захисту депозитів, http://www.bdb.de [Архівовано 17 грудня 2014 у Wayback Machine.]
• Німеччина: Програма відшкодування вкладів Асоціації державних банків Німеччини, http://www.voeb.de [Архівовано 30 січня 2012 у Wayback Machine.]
• Німеччина: Фонд захисту вкладів Асоціації державних банків Німеччини, http://www.voeb.de [Архівовано 30 січня 2012 у Wayback Machine.]
• Німеччина: Німецька асоціація ощадних банків, http://www.dsgv.de [Архівовано 11 грудня 2012 у Wayback Machine.]
• Німеччина: Національна асоціація німецьких кооперативних банків, http://www.bvr.de [Архівовано 13 травня 2022 у Wayback Machine.]
• Німеччина: Програма компенсації інвесторам приватних банків Німеччини, http://www.edb-banken.eu%5Bнедоступне+посилання+з+лютого+2019%5D
• Греція: Фонд гарантування вкладів та інвестицій Греції HDIGF), www.hdigf.gr
• Угорщина, Національний фонд страхування депозитів Угорщини, http://www.oba.hu [Архівовано 5 травня 2022 у Wayback Machine.]
• Ісландія: Ісландський фонд гарантування депозитів та інвестицій, http://www.tryggingarsjodur.is [Архівовано 30 березня 2014 у en:National and University Library of Iceland]
• Ірландія, Ірландська програма захисту депозитів, http://www.centralbank.ie [Архівовано 7 квітня 2017 у Wayback Machine.]
• Італія: Фонд гарантування власників цінних паперів кооперативних кредитних банків, http://www.fgo.bcc.it [Архівовано 21 грудня 2021 у Wayback Machine.]
• Італія: Фонд захисту депозитів кооперативних банків, http://www.fgd.bcc.it [Архівовано 27 квітня 2022 у Wayback Machine.]
• Італія: Міжбанківський фонд захисту депозитів, http://www.fitd.it [Архівовано 8 березня 2021 у Wayback Machine.]
• Джерсі, «Файненс Індастрі Девелопмент — Економік Девелопмент», http://www.gov.je [Архівовано 19 вересня 2016 у Wayback Machine.]
• Латвія: Комісія ринків фінансів і капіталу, http://www.fktk.lv/en [Архівовано 29 липня 2012 у Wayback Machine.]
• Ліхтенштейн: Асоціація банкірів Ліхтенштейну, www.bankenverband.li
• Литва: Фонд страхування депозитів та інвестицій, http://www.iidraudimas.lt/ [Архівовано 17 серпня 2012 у Wayback Machine.]
• Люксембург: Система гарантування депозиті, http://www.agdl.lu [Архівовано 23 квітня 2022 у Wayback Machine.]
• Македонія: Фонд страхування депозитів, http://www.fodsk.org.mk [Архівовано 26 березня 2022 у Wayback Machine.]
• Мальта: Програма компенсацій вкладникам, http://www.compensationschemes.org.mt [Архівовано 1 березня 2022 у Wayback Machine.]
• Чорногорія: Фонд захисту депозитів, http://www.fzdcg.org [Архівовано 13 березня 2022 у Wayback Machine.]
• Нідерланди: Програма колективної гарантії виплатних фондів і портфельних інвестицій, http://www.dnb.nl [Архівовано 25 серпня 2020 у Wayback Machine.]
• Норвегія: Гарантійний фонд норвезьких банків http://www.bankenessikringsfond.no [Архівовано 3 вересня 2018 у Wayback Machine.]
• Польща: Фонд банківських гарантій, http://www.bfg.pl [Архівовано 5 травня 2022 у Wayback Machine.]
• Польща: Товариство взаємних гарантій «TUW SKOK», http://www.skok.pl [Архівовано 14 квітня 2022 у Wayback Machine.]
• Португалія: Fundo de Garantia do Credito Agricola Mutuo, www.fgcam.pt
• Португалія: Фонд гарантування депозитів, http://www.fgd.pt [Архівовано 16 лютого 2022 у Wayback Machine.]
• Румунія: Фонд гарантування банківських вкладів, http://www.fgdb.ro [Архівовано 16 квітня 2022 у Wayback Machine.]
• Росія: Агентство із страхування вкладів, http://www.asv.org.ru/en [Архівовано 12 липня 2012 у Wayback Machine.]
• Сан Марино — Центральний банк Сан Марино http://www.bcsm.sm [Архівовано 7 травня 2006 у Wayback Machine.]
• Сербія: Агентство із страхування вкладів, http://www.aod.rs [Архівовано 14 березня 2022 у Wayback Machine.]
• Словаччина: Фонд захисту депозитів, http://www.fovsr.sk [Архівовано 2 квітня 2022 у Wayback Machine.]
• Словенія: Банк Словенії, http://www.bsi.si [Архівовано 6 січня 2007 у Wayback Machine.]
• Іспанія: Фонд гарантування депозитів кредитних установ, http://www.fgd.es [Архівовано 4 травня 2022 у Wayback Machine.]
• Швеція: Рада гарантування вкладів, http://www.riksgalden.se [Архівовано 13 травня 2022 у Wayback Machine.]
• Швейцарія: Програма захисту депозитів швейцарських банків і фондових дилерів, http://www.garantie-des-depots.ch [Архівовано 19 вересня 2017 у Wayback Machine.]
• Туреччина: Фонд гарантування ощадних депозитів, http://www.tmsf.org.tr [Архівовано 10 травня 2022 у Wayback Machine.]
• Україна: Фонд гарантування вкладів фізичних осіб, http://www.fg.gov.ua [Архівовано 30 березня 2020 у Wayback Machine.]
• Велика Британія: Програма компенсацій у галузі фінансових послуг (FSCS) http://www.fscs.org.uk [Архівовано 4 березня 2021 у Wayback Machine.]

### Асоційовані члени
• Болгарія: Фонд компенсацій інвесторам, http://www.sfund-bg.com [Архівовано 13 березня 2022 у Wayback Machine.]
• Хорватія: Центральна депозитна і клірингова компанія, http://www.skdd.hr [Архівовано 5 березня 2022 у Wayback Machine.]
• Чехія Garanční fond obchodníků s cennými papíry http://www.gfo.cz [Архівовано 7 березня 2022 у Wayback Machine.]
• Фінляндія: Фінський фонд гарантування депозитів — Федерація фінансових послуг Фінляндії, https://web.archive.org/web/20170313191904/http://www.fkl.fi/en/
• Угорщина: Фонд захисту інвесторів, http://www.bva.hu [Архівовано 1 листопада 2010 у Wayback Machine.]
• Ірландія: «Інвестор компенсейшн компані лімітед», http://www.investorcompensation.ie [Архівовано 26 березня 2022 у Wayback Machine.]
• Італія: Національний гарантійний фонд, http://www.fondonazionaledigaranzia.it [Архівовано 20 січня 2022 у Wayback Machine.]
• Норвегія: Норвезька програма компенсацій інвесторам, https://web.archive.org/web/20120830104421/http://www.fno.no/en/Home/
• Португалія: Програма компенсацій інвесторам, http://www.cmvm.pt [Архівовано 2 березня 2006 у Wayback Machine.]
• Румунія: Фонд компенсацій інвесторам, http://www.fond-fci.ro [Архівовано 31 березня 2022 у Wayback Machine.]
• Туреччина: Програма компенсацій інвесторам Туреччини, http://www.mkk.com.tr [Архівовано 7 травня 2022 у Wayback Machine.]

### Спостерігачі
• Банк міжнародних розрахунків.
• Європейська служба банківського нагляду.
• Європейський круглий стіл з фінансових послуг.
• Європейський банк реконструкції та розвитку.
• Європейська банківська федерація.
• Європейський центральний банк.
• Європейська Комісія.
• Міжнародна асоціація страховиків депозитів.
• Міжнародний валютний фонд.
• Світовий банк.
• Міжнародний інститут ощадних банків і Європейська група ощадних банків.
• Центр спільних досліджень Європейської Комісії.

## Рада Європейського форуму страховиків депозитів
Голова: Роберто Моретті (Італія).
Заступник голови: Дирк Купей (Німеччина).
Скарбник: Гельмут Штарнбахер (Австрія).
Інші члени Ради:
Андраш Фекете-Дьор (Угорщина).
Франсуа де Лакост Лермон (Франція).
Андрій Пєхтєрєв (Російська Федерація).
Патрік Лоеб (Швейцарія).
Голова Комітету ЄС: Роберто Моретті (Італія).
Координатор Комітету ЄС: Алекс Кучинский (Велика Британія).
Голова робочої групи з компенсацій інвесторам: Дирк Купей (Німеччина).
Координатор робочої групи з компенсацій інвестора: Йоханна Палін (Фінляндія).
Прес-секретар: док. Стефан Рабе (Німеччина)
Секретаріат: Дебора Полі (Італія)